# エミール・ベルナール (画家)
エミール・ベルナール（Émile Bernard、1868年4月28日 - 1941年4月16日）は、フランスのポスト印象派の画家。

## 概要

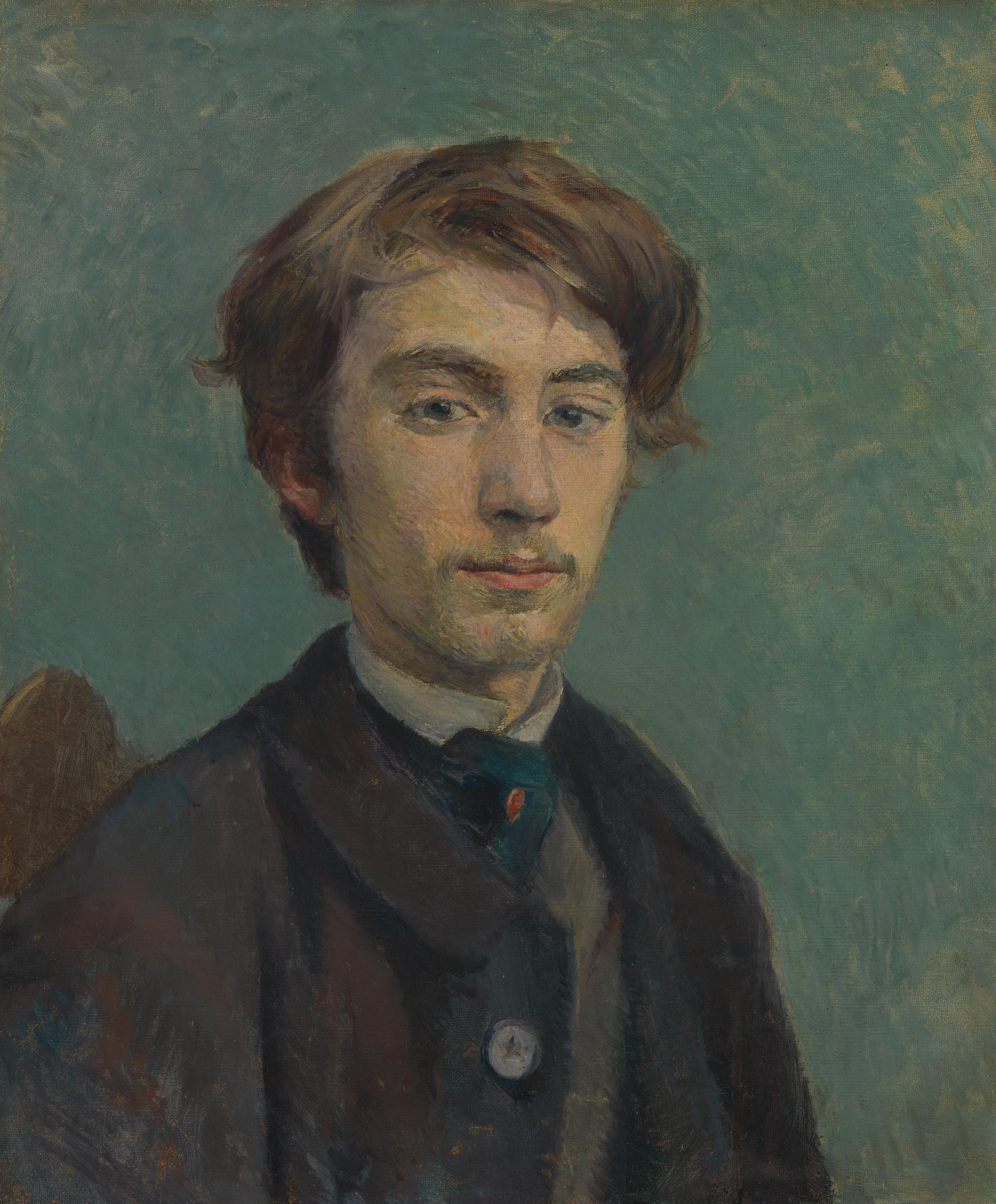
トゥールーズ＝ロートレックが描いたベルナール（1886年）。

エミール・ベルナールは、1868年、フランスのリールで生まれた。父は繊維業者であった。10歳の時（1878年）、一家はパリに移った。1884年、フェルナン・コルモンの画塾に入り、ここでルイ・アンクタンやアンリ・ド・トゥールーズ＝ロートレックと出会った。
1886年にコルモンのアトリエを追われ、ベルナールはパリを去ってノルマンディーやブルターニュ半島を歩いて旅した。コンカルノーでエミール・シェフネッケルと出会い、彼にポール・ゴーギャンへの紹介状をもらってポン＝タヴァンに向かったが、この時はゴーギャンとほとんど話をする機会がなかった。
1886年から1887年にかけての冬、パリでフィンセント・ファン・ゴッホと出会った。この頃、ベルナールは点描による絵を制作している。1887年の春、再びノルマンディーとブルターニュ半島に向かい、サン＝ブリアック＝シュル＝メールで2か月間滞在した後、ポン＝タヴァンを訪れた。この時、ゴーギャンやシャルル・ラヴァルはカリブ海のマルティニークに出かけていた。ベルナールは、点描を捨て、ルイ・アンクタンとともにクロワゾニスムを発展させていった。
1888年8月、ベルナールはポン＝タヴァンに戻ったゴーギャンと本格的な出会いを果たした。これ以後、2人は「総合主義」（サンテティスム）を作り上げていった。同年、総合主義の代表作「草地のブルターニュの女たち」を制作。1889年、ポン＝タヴァンの画家たちのグループはパリのカフェ・ヴォルピニで展覧会を開いた。
1891年、ベルナールとゴーギャンとの間で諍いがあり、2人は絶交に至った。
1893年以降、パトロンのラ＝ロシュフコー（en) の支援を受けながら、イタリア、エジプト、スペインなど諸国を転々とした。1904年帰国し、エクス＝アン＝プロヴァンスでポール・セザンヌと出会った。
晩年期には、ミケランジェロなどの影響を受け、アカデミックな画風に従うようになった。
1941年（当時72歳）、パリで死去した。

## 作品

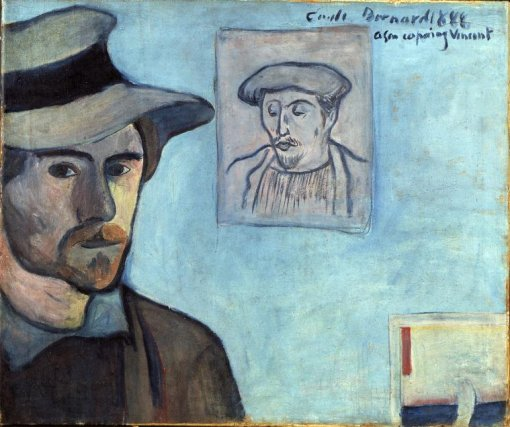
「ポール・ゴーギャンの肖像を背景とした自画像」1888年。
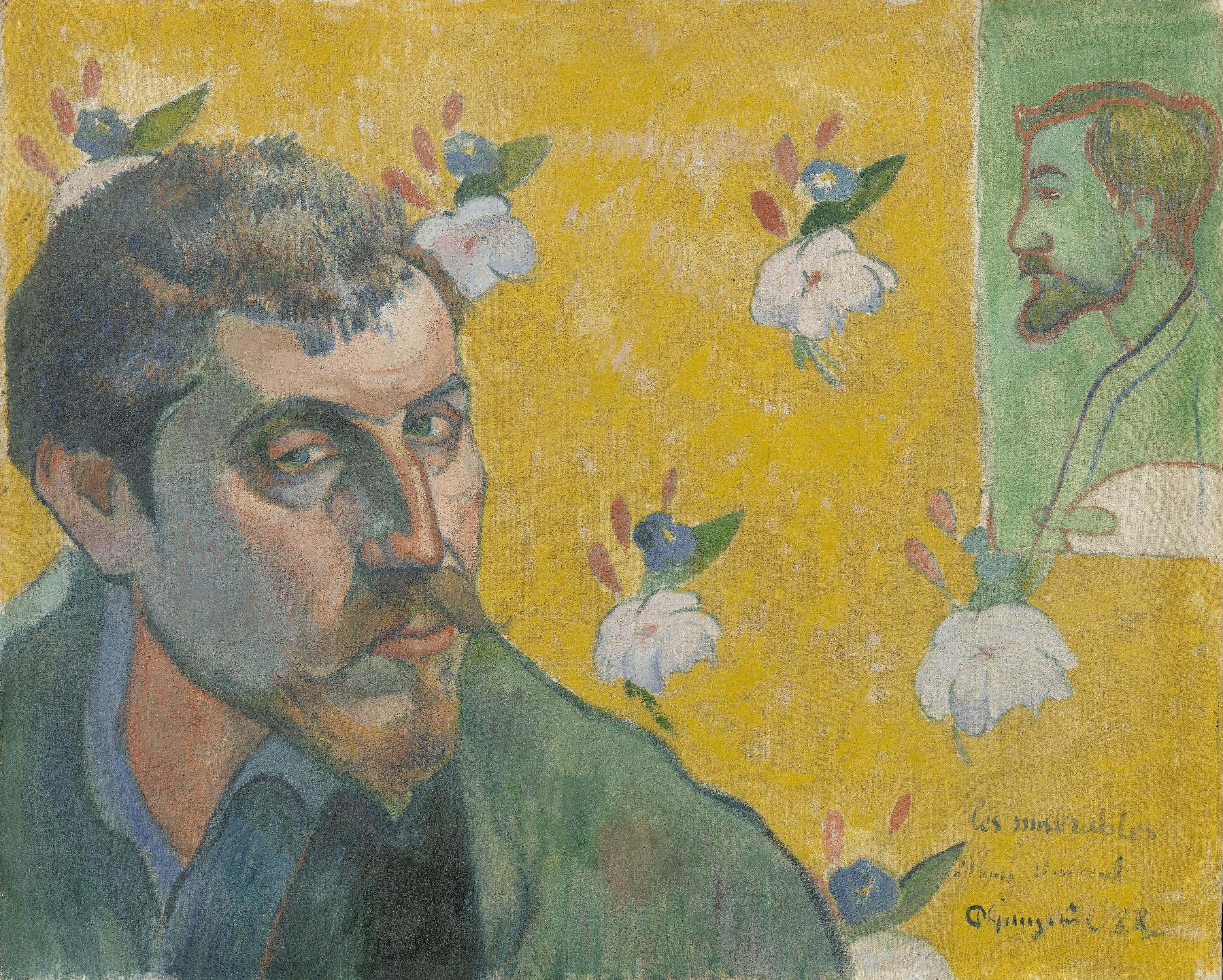
「エミール・ベルナールの肖像を背景とした自画像」ポール・ゴーギャン作、1888年。
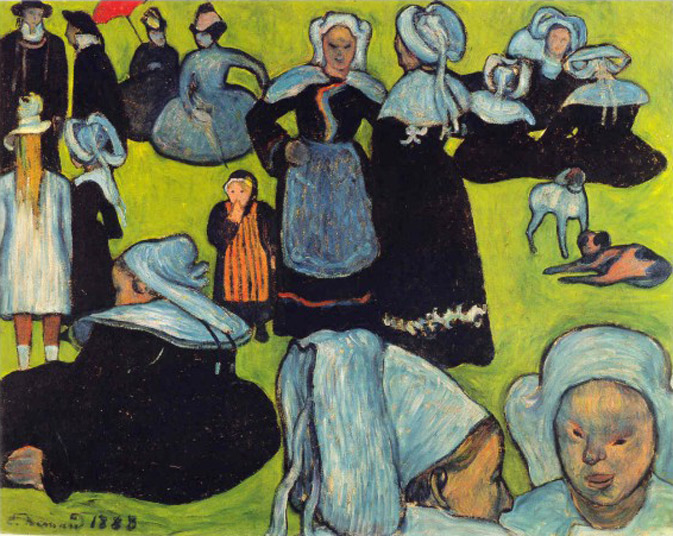
「草地のブルターニュの女たち」1888年。油彩、キャンバス、74×92 cm。個人コレクション。
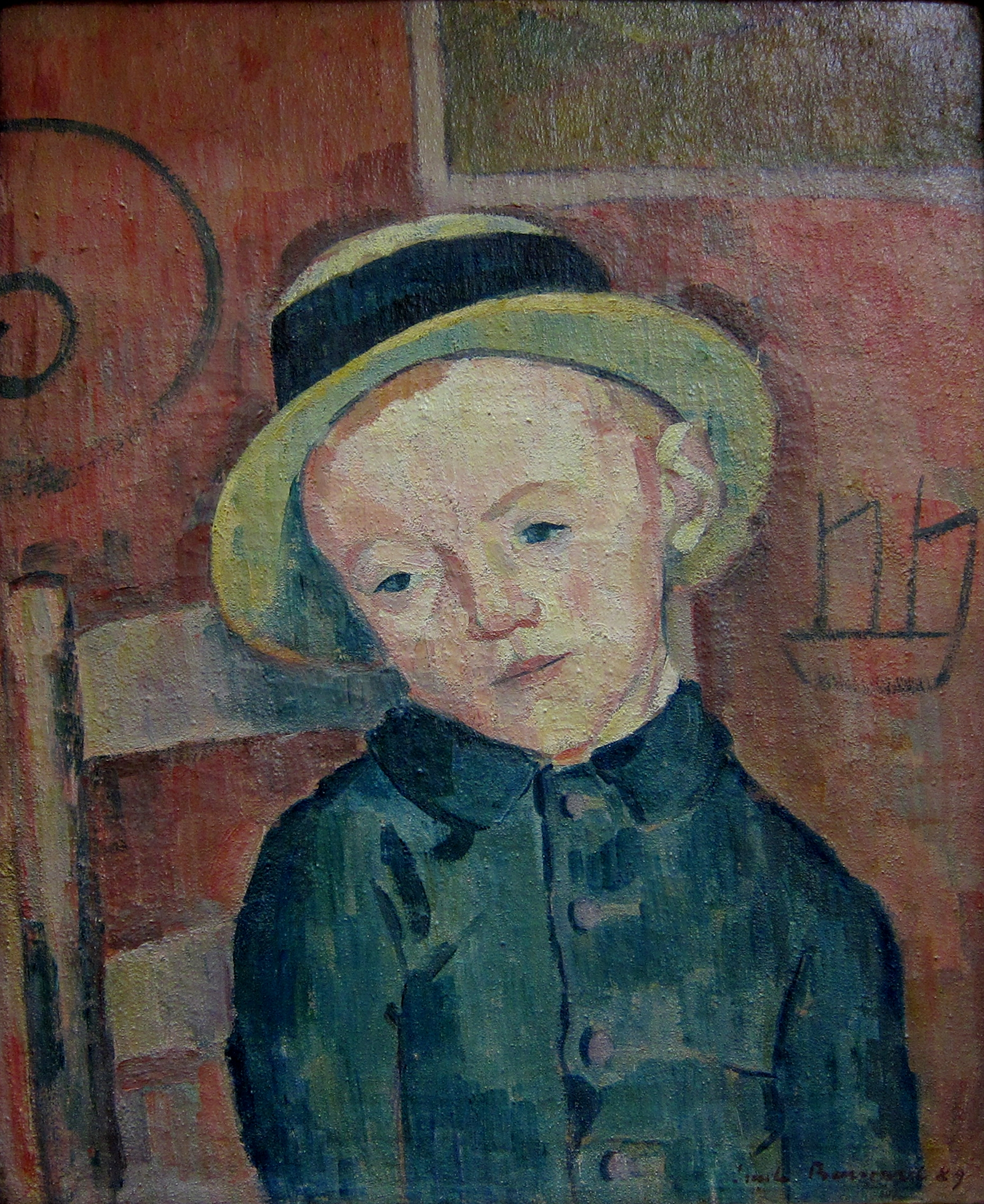
「帽子をかぶった少年の肖像」1889年。

## 文学
- Fred Leeman, Émile Bernard (1868 - 1941), Citadelles & Mazenod éditeurs; Wildenstein Institute Publications, 2013, 495 p. (ISBN 9782850885716)